# Etlingera kenyalang
Etlingera kenyalang är en enhjärtbladig växtart som beskrevs av Axel Dalberg Poulsen och H.Chr. Etlingera kenyalang ingår i släktet Etlingera och familjen Zingiberaceae. Inga underarter finns listade i Catalogue of Life.